# Xã Selma, Michigan
Xã Selma (tiếng Anh: Selma Township) là một xã thuộc quận Wexford, tiểu bang Michigan, Hoa Kỳ. Năm 2010, dân số của xã này là 2.093 người.